# مصفاة لاناز
مصفى لاناز هو مصفاة نفط عراقية في غرب محافظة أربيل شمال جمهورية العراق، في الطريق بين مدينة أربيل والكوير، افتتح يوم 26 تشرين الأول سنة 2022، وأُعلنَ أن طاقته الإنتاجية التكريرية اليومية حينئذٍ 75 ألف برميل، وذكر موقع درو أن طاقة المصفاة الإنتاجية اليومية مئة ألف برميل.